# اوبردولینگ
اوبردولینگ (به آلمانی: Oberdolling) یک شهر در آلمان است که در آیشتت واقع شده‌است.

## خصوصیات
اوبردولینگ ۱۹٫۳۷ کیلومترمربع مساحت دارد ۳۸۲ متر بالاتر از سطح دریا واقع شده‌است.